# Frank País
Pour les articles homonymes, voir País.
Frank Isaac País García, né le 7 décembre 1934 à Santiago de Cuba et mort le 30 juillet 1957 à Santiago de Cuba, est un dirigeant étudiant réformiste, professeur et révolutionnaire cubain qui lutta contre la dictature de Fulgencio Batista, intégrant le Mouvement du 26-Juillet (Movimiento 26 de Julio ou M-26). Il est alors le petit ami de Vilma Espín (future épouse de Raúl Castro). Son assassinat par la police dans les rues de Santiago alors qu'il avait 22 ans souleva une vague de protestations dans tout le pays et fut un événement décisif dans le commencement de la révolution cubaine. Il est considéré à Cuba comme martyr de la révolution.

## Hommages
La municipalité de Frank País dans la province de Holguín lui doit son nom.